# 路易·巴斯蒂安
路易·巴斯蒂安（法語：Louis Bastien，1881年10月26日—1963年8月13日），法国男子自行车、击剑运动员。他曾代表法国参加1900年夏季奥林匹克运动会，获得自行车男子25公里赛金牌。